# Yves Quentel
Yves Quentel, dit Pop’s, né en 1948 à Argentan dans l'Orne, est un reporter, photographe et journaliste, connu pour avoir fondé en 1992, le mouvement de peinture de Pop art Le Hangar't à Nizon, sur la commune de Pont-Aven, en 1992. Il est également l'instigateur de la fête des cabanes, qui se tient chaque année en juin à Nizon.

## Biographie
Vivant en Bretagne depuis 1959, Yves Quentel débute comme reporter photographe d’agence en 1972, après avoir été l’assistant de Michel Thersiquel à Pont-Aven de 1969 à 1972.
Puis, il devient journaliste à Ouest-France, France 3 Bretagne et Radio France. Il contribue également à la revue Oxygène.
En 1999, il est Grand reporter à Radio France Armorique.
En 2012, il est responsable du département du Morbihan.

## Le Hangar’t
Yves Quentel est surtout connu, sous le pseudonyme de Pop’s, pour avoir, en février 1992, organisé dans la salle du restaurant-café-boucherie-charcuterie Le Noc, au bourg de Nizon, la première réunion du groupe qui devient, par la suite, « Les peintres du Hangar’t », dont l‘objectif affiché est la mise en peinture de la mémoire rurale de Nizon.

## Citation
Yves Quentel fait sienne la parole de Raymond Daniélou : « Faut pas être artiste pour faire de l’art, mais faut être paysan pour faire le cochon » .

## Expositions
Pour fêter, en mai 2012, les 20 ans du Hangar’t, Yves Quentel organise avec l’Atelier d’Estienne de l’Espace d’Art contemporain de Pont-Scorff une exposition des œuvres de l'École de Nizon, qui revisite la Bretagne à la façon d’Andy Warhol. Pour rester fidèle à l’esprit du mouvement, les œuvres sont réparties dans le centre d’art et dans différents lieux de vie de la commune. L’Atelier d’Estienne accueille aussi une petite installation où se croisent les photos prises par Yves Quentel pour l‘ouvrage Nos années de Breiz. Dans un décor type bistrot à l’ancienne, les plateaux des tables comportent des photos de personnalités bretonnes contemporaines (Nono, Xavier Grall, Patrick Ewen…).
En 2012, les peintres du Hangar’t exposent à Manhattan, en octobre, et à Paris, en novembre, trente-cinq toiles

## Publications
- Bretagne 73, avec Nono
- Nos années de Breizh, la Bretagne des années 70, avec Nono et Daniel Yonnet, éditions Apogée, 1998
- Yves Quentel, Hangar’t, la belle aventure des peintres de nizon, Spézet, Coop Breizh, 1999, 92 p. (ISBN 2-84346-095-6)